# Mike, o frango sem cabeça
Mike (20 de abril de 1945 – 17 de março de 1947) foi um frango da raça Wyandotte que, mesmo após ter sido decapitado, ainda viveu por dezoito meses.
Por suspeitas de ser apenas um boato, seu proprietário solicitou que a Universidade de Utah, na cidade de Salt Lake, o examinasse, confirmando sua autenticidade.
Por conta disso, Mike entrou para o Guinness Book, como o frango que viveu mais tempo sem cabeça.

## Vida
Em 10 de setembro de 1945, o fazendeiro Lloyd Olsen, de Fruita, Colorado, recebeu sua sogra para o jantar, e foi procurar um frango para sua esposa preparar. Olsen não decapitou completamente a ave, de cinco meses e meio, que veio a chamar de Mike.
Não completamente certo sobre o que fazer com a sua cabeça na primeira noite após a decapitação, Olsen deixou que Mike dormisse com ela sob sua asa; diante do fato, ele resolveu suspender aquele jantar.[carece de fontes?]
Apesar do trabalho de Olsen, Mike, agora sem cabeça, podia ainda se balançar em uma vara e andar desajeitadamente. Como a ave não morreu, Olsen decidiu continuar a cuidar dela, alimentando-a com uma mistura de leite e água usando um conta-gotas, foi alimentado também com pequenos grãos de milho. Ocasionalmente Mike ficava afogado em seu próprio muco, que a família Olsen removia usando uma seringa.
Quando se acostumou com seu novo e incomum centro de massa, Mike podia facilmente alcançar os poleiros mais elevados sem cair. Seu cantar, entretanto, consistia em um som gorgolejante feito em sua garganta.
O fato de não ter cabeça não impediu Mike de ganhar peso; quando perdeu sua cabeça, tinha pouco mais de um quilograma de peso e, quando morreu, já pesava três quilogramas.

## Fama
Uma vez que sua fama tinha sido estabelecida, Mike começou uma série de excursões e shows na companhia de outras criaturas, como uma vitela de duas cabeças. Foi também fotografado para vários jornais e revistas.
Olsen foi criticado pelos então equivalentes a ativistas dos direitos dos animais, que diziam que deveria ser terminado o trabalho que tinha começado.[carece de fontes?]
Mike estava em exposição ao público por um custo de vinte e cinco centavos de dólar, e no auge de sua popularidade chegou a ganhar $4.500 por mês. Uma cabeça cortada era também exposta com Mike, mas esta não era a cabeça original (que um gato tinha comido). Mike mais tarde foi examinado por membros de diversas sociedades humanitárias e foi declarado não estar sofrendo.[carece de fontes?]

## Morte
Em março de 1947, o galo morreu em um hotel em Phoenix, Arizona, quando voltava para casa de uma excursão, Mike começou a sufocar a meio da noite. Olsen tinha deixado as seringas de alimentação e de limpeza no local do show do dia anterior, sendo incapaz de salvar Mike. Lloyd Olsen alegou que tinha vendido a ave, tendo por resultado em histórias de que Mike andava ainda em exposição pelo país em 1949.

## Explicação científica
Após ser examinado, peritos chegaram à conclusão de que o corte feito pelo machado não acertou a veia jugular e um coágulo impediu que Mike sangrasse até a morte. Embora a maior parte de sua cabeça tenha sido cortada, a maior parte de seu tronco cerebral e uma orelha foram deixadas em seu corpo. Como as funções básicas (respiração, batimento cardíaco, etc.) e a maioria das ações reflexas de uma galinha são controladas pelo tronco cerebral, Mike conseguiu permanecer bastante saudável. Este é um bom exemplo de geradores motores centrais que permitem que funções homeostáticas básicas sejam executadas na ausência de centros cerebrais superiores.
Muitas tentativas de reproduzir o fenômeno foram feitas, mas as aves não conseguiam viver mais que 11 horas após a decapitação.

## Legado local
Desde 1999, no terceiro fim de semana de maio, em Fruita, Colorado, ocorre o festival Mike the Headless Chicken Day. No evento ocorre as atividades de uma corrida de 5 quilômetros denominada "5K Run Like a Headless Chicken Race", corrida com ovo (egg toss), "Pin the Head on the Chicken", o frango sem voz ("Chicken Cluck-Off"), um bingo ("Chicken Bingo"), e uma espécie de roleta.
Em 2008, a canção da banda Radioactive Chickenheads criou uma música inspirada no frango, chamada "Headless Mike", para a qual um videoclipe foi filmado. A banda também apresenta um fantoche do "Headless Mike" que é frequentemente usado em seus shows ao vivo.